# Jens Truckenbrod
Jens Truckenbrod (* 18. Februar 1980 in Singen (Hohentwiel)) ist ein ehemaliger deutscher Fußballspieler und jetziger -trainer.

## Karriere
Seine ersten fußballerischen Schritte unternahm er beim FC Rielasingen; mit 14 Jahren wechselte er zum FC Konstanz und wurde dort in der südbadischen A-Jugend-Liga eingesetzt. In dieser Zeit wurde er auch erstmals in die DFB-Schülerauswahl berufen; 1996 unterschrieb er einen Dreijahresvertrag beim Nachwuchs von Borussia Mönchengladbach; 1997 nahm er mit der U-17-Nationalmannschaft an der Weltmeisterschaft teil und wurde dort WM-Vierter. Obwohl Mönchengladbach ihm anschließend einen Profivertrag anbot, wurde Truckenbrod nicht in der Erstligaelf eingesetzt. Deshalb wechselte der Mittelfeldspieler 2001 zu den Sportfreunden Siegen in die Regionalliga Süd. Im dritten Jahr kam er dort achtmal zum Einsatz und kehrte anschließend in seine Heimatregion zurück: Truckenbrod unterschrieb 2004 beim FC Schaffhausen in der Schweiz, bei dem er in der Saison 2005/06 den Durchbruch schaffte und zum Stammspieler in der Super-League-Mannschaft wurde. Zur Saison 2007/08 wechselte Truckenbrod zum Regionalligisten Dynamo Dresden. Zur Saison 2009/10 wechselte er zum FC Carl Zeiss Jena, bei dem er einen bis 2011 gültigen Vertrag erhielt.
Mitte Mai 2011 wurde bekannt, dass er seine Karriere bei Preußen Münster fortsetzen wird, wo er einen Vertrag bis zum Jahr 2013 unterschrieben hat. Am 29. April 2013 wurde der Vertrag bis 2015 verlängert. Truckenbrod ist seit dem 6. August 2014 (3. Spieltag) mit 210 Ligaspielen alleiniger Rekordspieler der Dritten Liga. Am 25. Juni 2015 gab er sein Karriereende bekannt. Seinen Rekord konnte er noch auf 233 3.-Ligaspiele erhöhen. Am 1. November 2015 wurde er von Fabian Stenzel mit dessen 234. Einsatz abgelöst.
Trotz seines angekündigten Karriereendes spielte Truckenbrod die Saison 2015/16 für Concordia Albachten in der Kreisliga A. Danach übernahm er die Trainerstelle bei diesem Verein.

## Erfolge
- Vierter U17-Weltmeisterschaft 1997 (Mannschaftskapitän)
- Viertelfinalist U16-Europameisterschaft 1996
- 44 Länderspiele U15 bis U18